# Amphorophora rossi
Amphorophora rossi är en insektsart som beskrevs av Hottes och Theodore Henry Frison 1931. Amphorophora rossi ingår i släktet Amphorophora och familjen långrörsbladlöss. Inga underarter finns listade i Catalogue of Life.